# Mas de Barberans
Mas de Barberans ist eine Gemeinde (Municipio) mit 547 Einwohnern (Stand: 2024) im Südosten Kataloniens in Spanien. Die Gemeinde gehört zur Comarca Montsià. 

## Lage
Mas de Barberans liegt etwa 90 Kilometer südwestlich von Tarragona in einer Höhe von ca. 350 m. Die Gemeinde liegt teilweise im Parc Naturel dels Ports.

## Bevölkerungsentwicklung
| Jahr      | 1970 | 1981 | 1991 | 2001 | 2011 | 2021 |
| Einwohner | 900  | 775  | 753  | 697  | 635  | 572  |

## Sehenswürdigkeiten
- Höhlenmalereien von Cocó de la Gralla

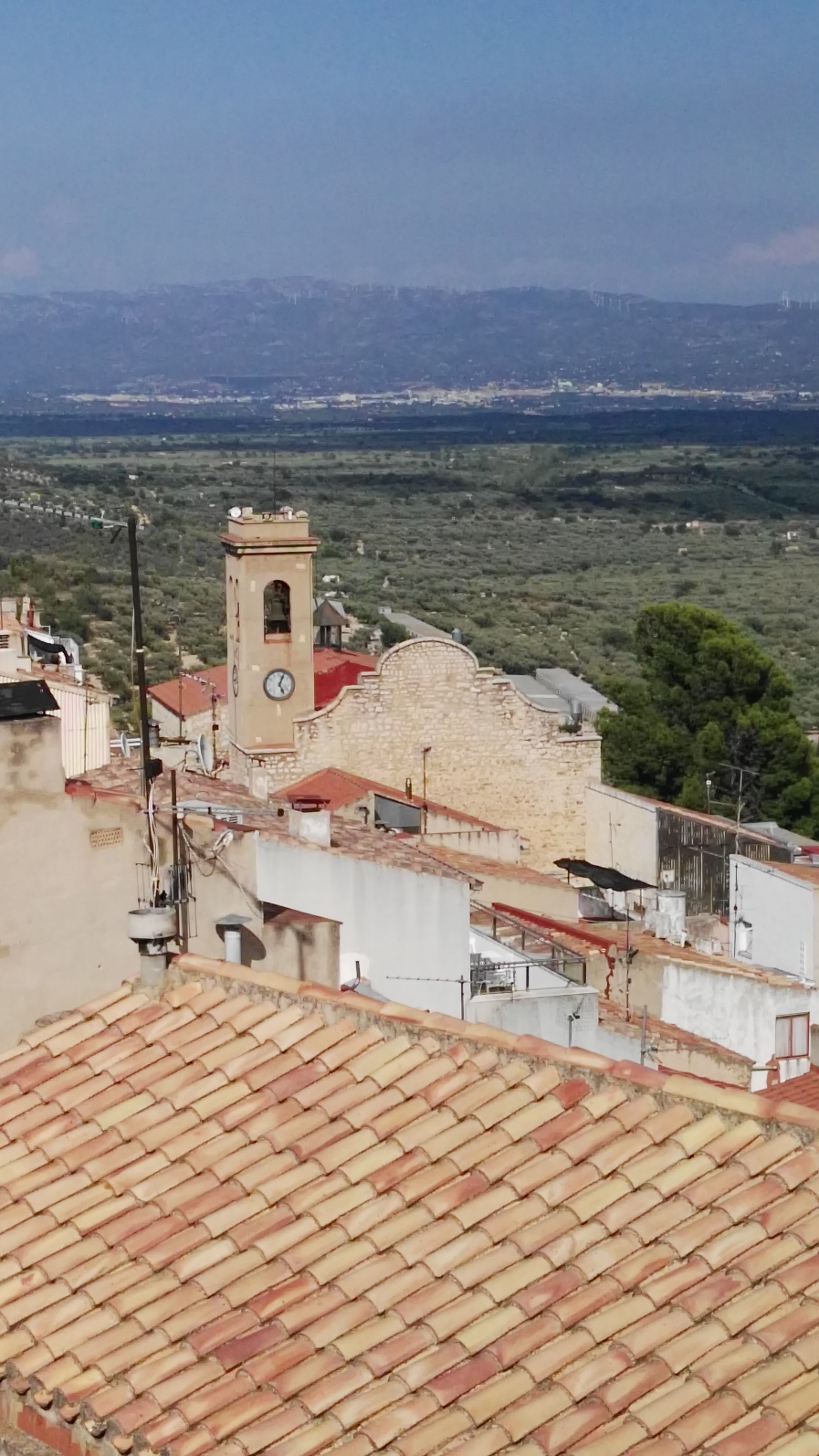
Markuskirche
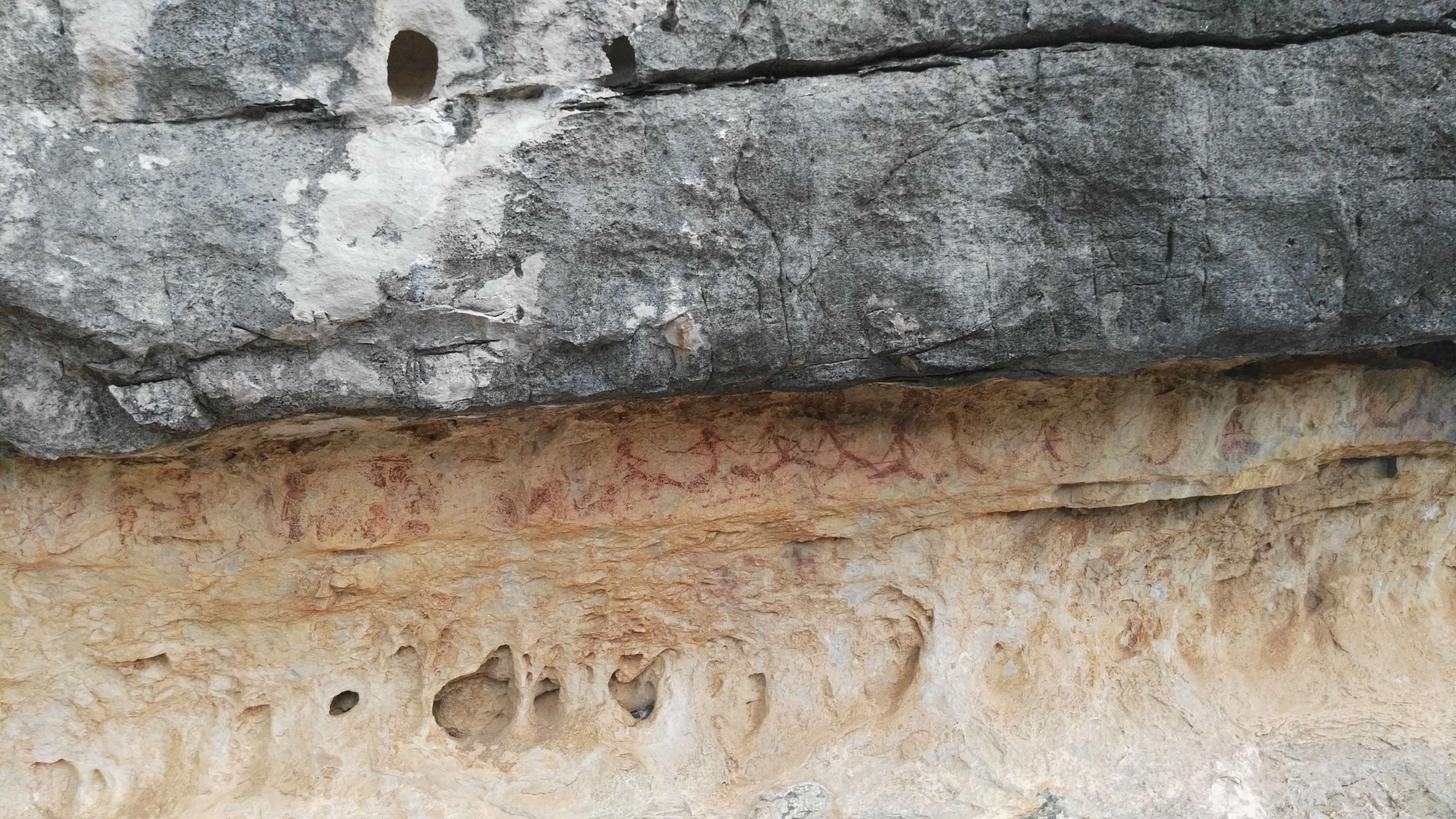
Höhlenmalereien

- Markuskirche
- Höhlenmalereien